# Etan Cohen
Etan Cohen (en hebreo: איתן כהן‎; Givatayim, Israel, 14 de marzo de 1974) es un guionista, director de cine, y productor estadounidense de origen israelí que ha escrito guiones para películas de Hollywood, incluidas Tropic Thunder, Madagascar: Escape 2 Africa y Men in Black 3.

## Primeros años y educación
Nacido en Israel en una familia judía, Cohen creció en Efrat, Israel, y más tarde en Sharon, Massachusetts. Se graduó de la Maimonides School y de la Universidad de Harvard, donde escribió para Harvard Lampoon.

## Carrera profesional
Sus primeros guiones producidos, en 1995 y 1997, fueron para Beavis and Butthead, donde fue acreditado como Ethan Cohen. Desde entonces, ha escrito para otros proyectos dirigidos por Mike Judge, incluido King of the Hill de 2001 a 2005, y para el largometraje Idiocracy en 2006. A fines de la década de 1990, trabajó en otras dos series de televisión: la animada Recess y el corto It's Like, You Know.  Después de escribir el guion de Idiocracy, trabajó en la serie animada American Dad! y escribió el episodio, «Failure Is Not a Factory-Installed Option».
En 2008, Cohen coescribió, junto con Ben Stiller y Justin Theroux, la película de acción y comedia Tropic Thunder. También escribió Madagascar: Escape 2 Africa, que obtuvo una nominación a un Annie Award a la Mejor escritura en una producción de largometraje.
Cohen escribió el guion de Men in Black 3 de 2012. En 2015, hizo su debut como director con Get Hard, que también coescribió.
Cohen escribió y dirigió la película de 2018 Holmes & Watson. La película le valió un premio Golden Raspberry al peor director.

## Vida personal
Cohen es un judío observante. Se mantiene kosher y no trabaja en el sábado judío y él y su esposa envían a sus hijos a una escuela diurna judía.

## Filmografía

### Películas
| Año  | Título                      | Director | Escritor | Notas |
| ---- | --------------------------- | -------- | -------- | --- |
| 2006 | Idiocracy                   | No       | Sí       | Coescritor con Mike Judge                                                                                          |
| 2008 | Tropic Thunder              | No       | Sí       | Coescritor con Justin Theroux y Ben Stiller                                                                        |
| 2008 | Madagascar: Escape 2 Africa | No       | Sí       | Coescritor con Eric Darnell y Tom McGrath Nominado – Annie Award a Mejor guion                                     |
| 2012 | Men in Black 3              | No       | Sí       | |
| 2015 | Get Hard                    | Sí       | Sí       | Debut como director Coescritor con Jay Martel and Ian Roberts                                                      |
| 2018 | Holmes & Watson             | Sí       | Sí       | Premio Golden Raspberry al peor director                                                                           |
| 2022 | The Bad Guys                | No       | Sí       | Material de guion adicional de Yoni Brenner y Hilary Winston Productor ejecutivo con Aaron Blabey y Patrick Hughes |
| TBA  | Brothers                    | No       | Sí       | Coescritor con Macon Blair                                                                                         |

### Televisión
| Año       | Título              | Notas                                                                  |
| --------- | ------------------- | ---------------------------------------------------------------------- |
| 1995-1997 | Beavis y Butthead   |                                                                        |
| 1999      | It's Like, You Know |                                                                        |
| 1999      | Recreo              |                                                                        |
| 1999      | Timón y Pumba       |                                                                        |
| 2001-2005 | Rey de la colina    | Premio Annie a la mejor escritura en una producción televisiva animada |
| 2006      | American Dad!       |                                                                        |
| 2023      | Echo                | Coescritor con Emily Cohen, en rodaje.                                 |

## Premios y nominaciones
| Año  | Premios                  | Categoría          | Trabajo nominado    | Resultado | Ref.  |
| ---- | ------------------------ | ------------------ | ------------------- | --------- | ----- |
| 2007 | The Comedy Festival      | Mejor Cortometraje | My Wife Is Retarded | Ganador   | [ 5 ] |
| 2019 | Premios Golden Raspberry | Peor director      | Holmes & Watson     | Ganador   | [ 6 ] |